# VALENTI (노래)
〈VALENTI〉는 가수 보아가 일본에서 발매한 6번째 싱글이다.
싱글의 타이틀 〈VALENTI〉의 작곡은 〈LISTEN TO MY HEART〉를 작곡한 하라 가즈히로가 다시 맡았다. 제목의 "VALENTI"는 포르투갈어로 "용감하다"라는 뜻이다. 강렬하고 흥겨운 라틴 댄스 곡으로, D3 Publisher의 게임 《PROJECT MINERVA》의 광고 음악으로 사용되었다. 뮤직 비디오는 곡 분위기에 맞게 붉은 민소매 옷을 입은 보아가, 바닷가가 보이는 방에서 들어오는 햇빛을 받으며 댄서들과 노래에 맞춰 춤을 추거나 의자에 앉아 노래를 부르는 장면으로 구성되어 있다. 간주 부분 이후에는 배경이 밤으로 바뀌며, 보아의 팔과 다리에서 불꽃을 일으키기도 한다. 뮤직 비디오를 촬영할 때 너무 춤을 열심히 춰 다음 날 움직일 수 없었다는 일화가 있다.
커플링 곡은 한국 2집 앨범 《No.1·늘..》의 수록곡이었던 〈Realize (stay with me)〉가 일본어판으로 번안되어 수록되었다. 
〈VALENTI〉는 발매 이후 상당한 인기를 끌게 되어, 2003년 1월 29일 발매되었던 일본 정규 2집 앨범의 타이틀도 《VALENTI》로 정해졌고, 첫 트랙으로 수록되었다. 또한, 발매 직후 한국어판으로 번안되어 한국 스페셜 앨범 《MIRACLE》의 타이틀 곡으로 수록되었으며, 2005년 발매된 첫 베스트 《BEST OF SOUL》에도 수록되었다. 태고의 달인에서도 수록(아케이드판 5).

## 트랙 리스트
CD
1. VALENTI
2. Realize (stay with me)
3. VALENTI (English Version)
4. VALENTI (Instrumental)

## 차트 기록
〈VALENTI〉는 오리콘 일간 차트에서 첫날 4위를 기록했지만, 순위가 계속 상승하며 2위까지 기록했고, 발매 첫주 순위도 결국 2위를 기록했다.(당시 1위는 히라이 켄의 〈大きな古時計〉가 차지했다.) 이후 안정적인 하락폭을 기록하며 3주 후에는 다음 싱글인 〈奇蹟ㆍNO.1〉과 함께 오리콘 주간 차트 5위권 내에 진입했다. 보아의 싱글들 중 유일하게 20만장을 돌파한 싱글이자, 가장 많이 팔린 싱글이다.
오리콘 싱글 차트
| 차트                  | 최고 순위 | 총 판매량 | 차트 진입 횟수 |
| --------------------- | --------- | --------- | -------------- |
| 오리콘 일간 싱글 차트 | 2위       |           |                |
| 오리콘 주간 싱글 차트 | 2위       | 201,810장 | 26회           |
| 오리콘 연간 싱글 차트 | 65위      |           |                |